# Baratti (Piombino)
Baratti è una frazione del comune di Piombino, in provincia di Livorno.

## Geografia fisica
Baratti sorge sulla costa tirrenica, alle pendici di Populonia, da cui dista 1,5 km, a 12 km da Piombino, 15 da San Vincenzo, e circa 80 sia da Livorno (nord) che da Grosseto (sud).

### Golfo di Baratti
Il piccolo golfo consiste in una conca a cavallo tra il Mar Ligure e il Mar Tirreno a nord della penisola che costituisce gran parte del comune di Piombino. Tale conca sorge fra il promontorio di Populonia ed i pressi di Torraccia, frazione del comune di San Vincenzo.

## Storia
Come Populonia, anche Baratti ha origini etrusche, e nei pressi dell'abitato si trovano alcuni tumuli sepolcrali a testimonianza della colonizzazione della suddetta civiltà. Il toponimo - che secondo il glottologo Silvio Pieri deriva da un nome personale longobardo (Baro) - compare per la prima volta nel Breve Pisani Communis del 1286 come Portus Baractuli, seguito dalla forma Portubaractoli attestata nelle Rationes decimarum del 1298.
L'attività principale effettuata nel periodo etrusco e successivamente romano, fu quello di scalo portuale nei confronti di Populonia, principalmente merci per i minerali di ferro provenienti dalla vicina Isola d'Elba atti alla produzione in loco di manufatti in ferro con l'uso di forni a carbone vegetale. Già in epoca romana la zona, a seguito dello spostamento in altre zone della produzione metallurgica, subì un repentino declino e spopolamento. Il cumulo di detriti della lavorazione del metallo ricoprì completamente la zona di Baratti prospiciente il mare per parecchi metri in altezza, permettendo di conservare una parte del patrimonio archeologico, quello nei pressi della spiaggia, fino agli ultimi anni del XIX secolo, quando i primi scavi ne permisero la scoperta. I detriti ferrosi presenti furono riutilizzati industrialmente in un periodo che va dal 1920 al 1969, con relativo allestimento di infrastrutture in loco (teleferica, edifici di varia natura, treni da miniera, pontili, lavatoio). Successivamente a questo periodo iniziò lo sfruttamento turistico (ma senza stravolgimento del territorio, grazie a una serie di vincoli posti in essere nel secondo dopoguerra), che ci porta fino ai nostri giorni. Nel 1968 venne ritrovata, al largo del suo golfo, un'anfora d'argento del VI secolo, proveniente da Antiochia e persa in un naufragio. Questa, ribattezzata come Anfora di Baratti, è conservata al Museo archeologico del territorio di Populonia a Piombino.

## Monumenti e luoghi d'interesse
Località piuttosto recettiva a livello turistico balneare, Baratti è compresa nel Parco archeologico di Baratti e Populonia, uno dei più importanti parchi della Val di Cornia. 
L'afflusso archeoturistico è favorito, oltre che dalla presenza di scavi etruschi nel suo stesso sito, dalla vicinanza con Populonia e la sua necropoli, tra l'altro raggiungibili per via stradale passando obbligatoriamente per Baratti.
Presso il porto di Baratti spicca la quattrocentesca Torre di Baratti, mentre più a nord lungo il golfo si trova la cappella di San Cerbone; sulle prime propaggini collinari del promontorio che domina il porto si trova il faro di Baratti, attivato agli inizi del Novecento dalla Regia Marina.
Nei pressi della frazione sorge inoltre una notevole testimonianza di architettura contemporanea, la Casa Saldarini, costruita negli anni sessanta del Novecento.

## Infrastrutture e trasporti
A livello stradale l'arteria a scorrimento più vicina è la SS 1 (Aurelia), a circa una decina di km e presso lo svincolo di Piombino-Campiglia Marittima (a Venturina). La stazione ferroviaria più vicina è quella di Populonia (a 3 km), sulla linea Campiglia-Piombino.
Un po' distanziato dal piccolo centro, nei pressi della salita stradale verso Populonia, è situato un porticciolo, adatto, data la bassezza dei fondali, a natanti di medie e piccole dimensioni e dotato di uno shuttle service, per raggiungere la riva, nonché di una struttura per riparazioni meccaniche.